# Gemma Fay
Gemma Fay (* 9. Dezember 1981 in Perth) ist eine ehemalige schottische Fußballspielerin. Die Torhüterin stand zuletzt beim isländischen Verein UMF Stjarnan unter Vertrag. Davor spielte sie acht Jahre bei Celtic Glasgow LFC in der Scottish Women’s Premier League. Für die schottische Fußballnationalmannschaft spielte sie seit 1998 international und ist deren Rekordspielerin. Sie hat mit 203 Länderspielen zudem die meisten Länderspiele aller britischen Fußballspieler bestritten. Bis zum 19. Februar 2016 war sie alleinige Weltrekordtorhüterin, dann wurde ihr Rekord von Hope Solo eingestellt und später auf 202 Spiele ausgebaut, so dass Fay nur noch europäische Rekordtorhüterin war. Mit Einsätzen in den ersten beiden Gruppenspielen bei der Europameisterschaft 2017 stellte sie jedoch den Weltrekord wieder ein und konnte im letzten Gruppenspiel mit 203 Spielen wieder alleinige Rekordhalterin werden. Danach beendete sie ihre Karriere.

## Karriere
Fay begann ihre Karriere bei den St. Johnstone Girls, bevor sie zu den Aberdeen Ladies wechselte. Nach zwei weiteren Stationen wechselte sie nach Edinburgh zum Hibernian Edinburgh LFC kam. Nach einem Abstecher nach England zu Leeds, kehrte sie 2007 nach Edinburgh zurück. Von 2009 bis 2017 spielte sie für Celtic Glasgow LFC und wechselte dann zum isländischen Meister UMF Stjarnan.

## Nationalmannschaft
In der schottischen Fußballnationalmannschaft debütierte Fay mit 16 Jahren im Mai 1998 beim 1:1 im WM-Qualifikationsspiel gegen Tschechien. Zum Start des Zypern-Cups 2009 wurde sie Kapitänin der schottischen Mannschaft. Ihr 100. Länderspiel machte sie am 12. März im Spiel um Platz 7 des Zypern-Cups gegen Russland. Am 9. Mai 2012 stellte sie mit ihrem 141. Spiel den schottischen Rekord von Pauline Hamill ein und verbesserte diesen am 26. Mai 2012 bei der 1:4-Niederlage gegen Schweden auf 142 Spiele und hat seitdem die meisten Länderspiele aller britischen Fußballspieler bestritten.
Am 24. Oktober 2012 machte sie beim zweiten Playoff-Spiel der EM-Qualifikation gegen Spanien ihr 150. Spiel, wobei sie in der 119. Minute einen Strafstoß halten konnte, in der 120. Minute aber dennoch den 3:2-Siegtreffer der Spanierinnen hinnehmen musste, wodurch sich Spanien für die EM-Endrunde qualifizieren konnte.
Im Dezember 2011 wurde sie als eine Kandidatin für das Team GB benannt, das Großbritannien bei den Olympischen Spielen 2012 in London vertreten sollte. Letztlich wurde sie aber nicht berücksichtigt.
Am 14. Juni überbot sie beim 1:3 im WM-Qualifikationsspiel gegen Schweden mit ihrem 173. Länderspiel den europäischen Torhüterinnen-Rekord von Bente Nordby und stellte am 3. August den Weltrekord von Briana Scurry ein. Am 20. August 2014 stellte sie beim 1:1 gegen Portugal mit ihrem 176. Länderspiel einen neuen Torhüterinnenrekord auf.
Im September 2016 konnte sie sich mit der schottischen Mannschaft erstmals für die Endrunde eines großen Turnieres qualifizieren als feststand, dass die Schottinnen mindestens einer der sechs besten Gruppenzweiten der Qualifikation für die Fußball-Europameisterschaft der Frauen 2017 sein würden. Letztlich waren sie dann sogar beste Gruppenzweite.
In der Vorbereitung auf die EM-Endrunde bestritt sie am 7. Juli 2017 ihr 200. Länderspiel beim 1:0-Sieg gegen Irland. Bei der EM-Endrunde stellte sie im zweiten Gruppenspiel gegen Portugal mit ihrem 202. Länderspiel den Torhüter-Weltrekord der US-Amerikanerin Hope Solo ein, die sie zwischenzeitlich überboten hatte, seit den Olympischen Spielen 2016 aber nicht mehr eingesetzt wurde. Im letzten Gruppenspiel – ihrem letzten Länderspiel – wurde sie mit 203 Spielen wieder Weltrekordtorhüterin – ein Rekord, der auch von keinem männlichen Torhüter überboten wird.